# Chiesa di San Michele Arcangelo (Capena)
San Michele Arcangelo è la parrocchiale di Capena, in città metropolitana di Roma Capitale e diocesi di Civita Castellana; fa parte della vicaria del Soratte.

## Storia
La sua costruzione risale al 1908 su progetto dell'ingegnere Montechiari. Fu edificata su un terreno donato dai fratelli Giannotti di Capena ed è stata consacrata l'8 settembre 1908 dall'abate dell'abazia di San Paolo fuori le Mura.
La prima ristrutturazione importante all'edificio risale al 1997, quando a causa di cedimenti del tetto, si resero indispensabili importanti lavori, che però recarono sostanziali modifiche.

## Interno
L'edificio è costruito secondo la tipica pianta basilicale, a tre navate separate da colonne.
La copertura è in capriate lignee.
La chiesa è costruita in blocchi di tufo ad eccezione del portale, del rosone, delle cornici delle finestre che sono in travertino.
Al centro dell'abside vi era un tipico altare preconciliare irrimediabilmente perso dopo i lavori del 1997 e sostituito da uno di forme moderne e approssimative che altera profondamente il progetto originario che era giunto inalterato fino ai nostri giorni.
Nel 2006 è stato donato in memoria di Giuseppe Foscarini, un organo a canne collocato dall'organaro Angelo Carbonetti di Foligno, sopra la bussola lignea all'ingresso dell'edificio. Fu inaugurato il 14 agosto.

### Cappelle
Nella cappella di sinistra era conservato l'altare dedicato al patrono San Luca. Attualmente vi è custodito il trittico protetto dalla cancellata in bronzo che originariamente apparteneva al fonte battesimale.
Nella cappella di destra, è conservata una statua lignea della Madonna del Rosario.

### Decorazione interna
Originariamente, la chiesa non era affrescata e i dipinti sono stati eseguiti negli anni a cavallo del secondo conflitto mondiale, dai pittori Giovanni Costantini e Giovanni Carosi. Sono stati commissionati dai fratelli Porfirio e Vincenzo Barbetti di Capena.
Gli affreschi rappresentano l'incoronazione di Maria sul catino (dell'abside) circondata da schiere di angeli e sovrastata dallo Spirito Santo in forma di colomba.
I santi rappresentati nell'Abside sono San Michele Arcangelo al centro, San Pietro, San Paolo, San Luca Evangelista, san Marco Evangelista. San Porfirio Vescovo e San Vincenzo Ferreri. Sullo sfondo è rappresentata la Rocca medievale di Capena e la casa dei committenti e in lontananza le campagne e il Soratte.
Vi sono 12 Medaglioni rappresentanti i 12 Apostoli sopra le colonne lungo la navata centrale.

### Opere d'arte
Sicuramente l'opera più importante custodita all'interno della chiesa è il pregevole Trittico del Salvatore di Antonio da Viterbo risalente al 1400.
Recentemente sono stati collocati all'interno 2 pale di grandi dimensioni raffiguranti Santa Rita da Cascia e san Giuseppe Operaio dono dei Festaroli dell'Assunta.
Sulla parete destra, accanto alla cappella della Madonna del Rosario, si può ammirare la grande tela di San Giovanni Decollato proveniente dalla chiesa della Madonna delle Grazie.
Il fonte battesimale collocata alla destra dell'altare maggiore, è in pietra greca, scolpita nel 1400 e appartiene all'arredo della precedente chiesa parrocchiale di Capena.
L'acquasantiera, collocata alla destra dell'entrata è un antico mortaio da farmacia in bronzo di epoca Romana. Fu donato in occasione dell'amministrazione del primo battesimo nella nuova parrocchiale di Luca Sinibaldi nel 1908.

## Esterno
La facciata della chiesa è tripartita come l'interno.
La scalinata d'accesso all'edificio, originariamente costituita da blocchi di pietra modanati, provenienti dal sito dell'antica Capena è stata sostituita da una moderna.
Alla sinistra della chiesa, insieme alla casa canonica si erge il campanile alto circa 28 metri con orologio alla cui sommità sono collocate tre campane. La media e la piccola sono del 1700, mentre la grande è stata rifusa in occasione della consacrazione della chiesa.
La campana piccola apparteneva alla chiesa di sant'Antonio abate. È dedicata al SS. Crocifisso ed è stata collocata sul campanile della parrocchia nell'anno 2000.
La campana media è stata fusa dal campanaro Martino D'Ettorre di Spoltore. È stata commissionata dalla famiglia Sinibaldi di Capena. È dedicata all'Assunta.
Durante la fusione della campana grande, per migliorare la qualità del bronzo, venne aggiunto dell'oro donato dai cittadini di Capena.
L'orologio del campanile è stato donato nel 2002 dai Festaroli del quartiere San Leo.
L'area del cortile adiacente alla parete sinistra dell'edificio, è stata occupata da un nuovo edificio: il 2 giugno 2006 è stata inaugurata dal vescovo diocesano Mons. Divo Zadi, la nuova sala dell'oratorio Eligio Sandri intitolata a San Giuseppe.